# Gephyromantis plicifer
Espèce
Synonymes
- Rana plicifera Boulenger, 1882
- Mantidactylus plicifer (Boulenger, 1882)

Statut de conservation UICN

 LC  : Préoccupation mineure
Gephyromantis plicifer est une espèce d'amphibiens de la famille des Mantellidae.

## Répartition

Aire de répartition de Gephyromantis plicifer.

Cette espèce est endémique de Madagascar. Elle se rencontre entre 400 et 900 m d'altitude dans le Sud-Est de l'île, dans le parc national de Ranomafana et dans les Chaînes anosyennes,.

## Publication originale
- Boulenger, 1882 : Catalogue of the Batrachia Salientia s. Ecaudata in the collection of the British Museum, ed. 2, p. 1-503 (texte intégral).